# Friedhofsorbit

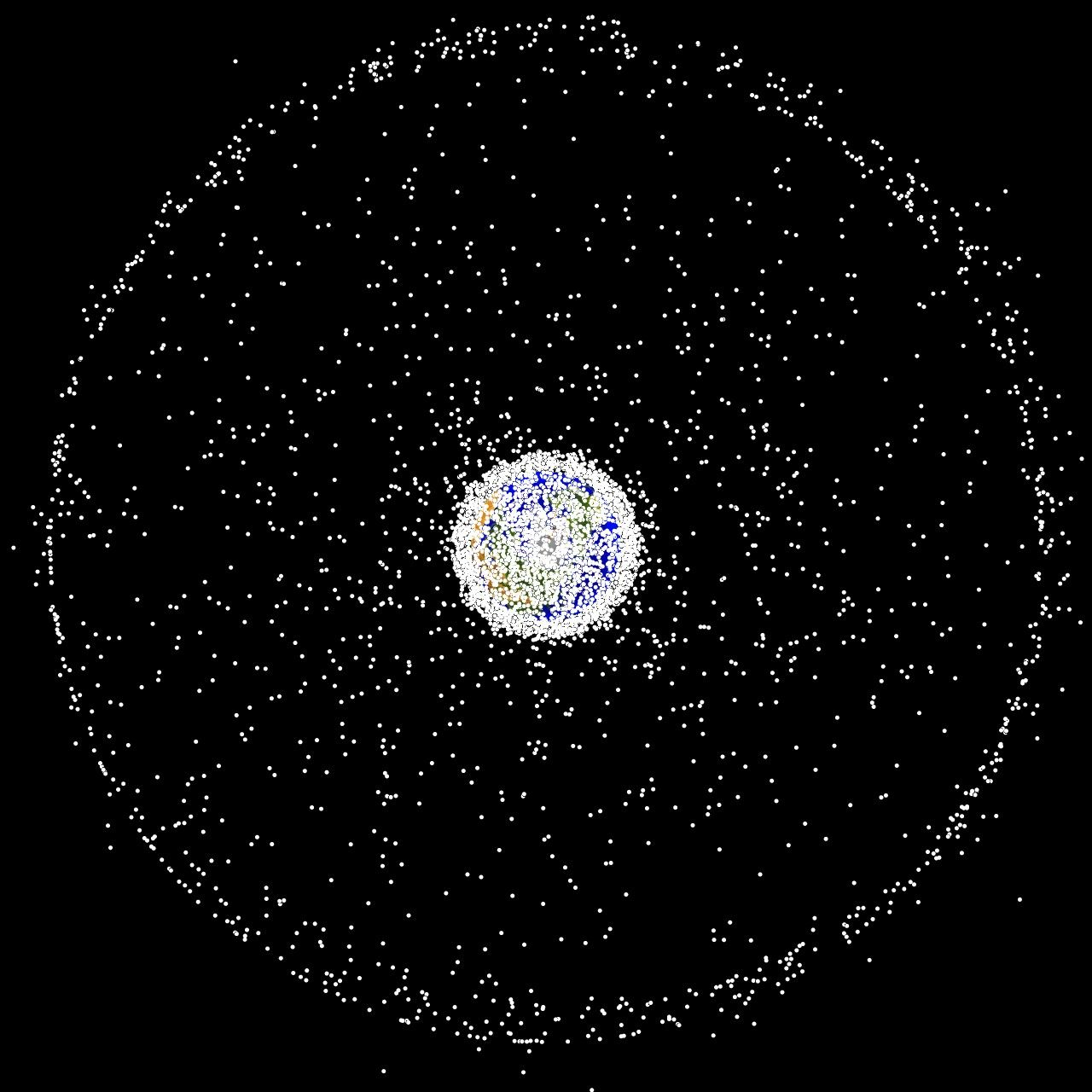
Bekannte Objekte in Erdumlaufbahnen (2005), 95 % davon waren Weltraummüll

Als Friedhofsorbit (englisch graveyard orbit), Friedhofsumlaufbahn oder kurz Friedhofsbahn bezeichnet man eine Erdumlaufbahn („Orbit“) für ausgediente erdferne Satelliten. Während Raumflugkörper auf niedrigen Orbits (LEO) durch Absenken der Flugbahn in der Atmosphäre entsorgt werden, ist der Einschuss auf eine höhere Umlaufbahn die einzige Option für erdsynchrone Satelliten (GEO).
Die Endlagerung dieser Objekte ist nötig, da die für Satelliten interessanten Umlaufbahnen begehrt sind und weil sie durch Abdriften (in niedrigeren Orbits auch durch Abbremsen in der Restatmosphäre) zur Gefahr für andere Satelliten, Raumfähren und (durch Absturz) auch für die Erde werden könnten, siehe Weltraummüll.
Die begrenzte Lebensdauer eines Satelliten ergibt sich hauptsächlich dadurch, dass neben diversen möglichen Defekten vor allem der bordeigene Treibstoff, der zur Stabilisierung der Orbit-Position notwendig ist, verbraucht ist oder nur noch für einige wenige Manöver in eine andere Umlaufbahn reicht.
Der Friedhofsorbit liegt in der Regel über dem regulären Orbit des Satelliten, im Falle geostationärer Satelliten um etwa 300 km (Supersynchroner Orbit). Wenn ein geostationärer Satellit einen Friedhofsorbit unterhalb der geosynchronen Umlaufbahn (GEO) einnimmt, besteht immer die Gefahr, dass er mit einem neuen Satelliten auf der zur GEO führenden GTO-Bahn kollidiert. Das Inter-Agency Space Debris Coordination Committee (IADC) legt den freizuhaltenden Bereich der geosynchronen Umlaufbahnen auf ±200 km und ±15 ° von der geostationären Bahn fest. Die minimale Bahnhöhe {\displaystyle \Delta {H}\,} des Friedhofsorbits über dem geostationären Orbit soll wegen möglicher gravitationsbedingter Bahnstörungen um weitere 35 km und wegen solarstrahlungsdruckbedingter Bahnstörungen um einen weiteren von den Eigenschaften des Satelliten abhängigen Betrag vergrößert werden:
{\displaystyle \Delta {H}=235{\mbox{ km}}+1000\,c_{\mathrm {R} }\,{\frac {A}{m}}\ \mathrm {\frac {kg\,km}{m^{2}}} }
Dabei ist {\displaystyle c_{\mathrm {R} }} der Reflektivitätskoeffizient des Satelliten, {\displaystyle A} seine maximale Schattenfläche und {\displaystyle m} seine Masse. Der Reflektivitätskoeffizient beträgt 1 bei vollständiger Absorption, 2 bei vollständiger Reflexion, also bei ideal schwarzem bzw. verspiegeltem Satelliten. In der Praxis liegt er meist zwischen 1,2 und 1,5.
Einige ausgefallene geostationäre Satelliten konnten nicht mehr verlegt werden und stellen ein Risiko für andere geostationäre Satelliten dar. Andere versagten, während sie nach einer Störung auf ihre Position in der GEO zurückgebracht wurden. So liegt beispielsweise der Friedhofsorbit des Kommunikationssatelliten DFS-Kopernikus 3 etwa 100 km unterhalb der erdsynchronen Umlaufbahn. Dort wurde er nach Abdriften durch einen Defekt während der Entscheidungsfindung zum weiteren Vorgehen stabilisiert, außerdem war die Bahn damit nicht mehr geostationär und der Satellit driftete wie geplant entlang des Äquators auf seine vorherige Position zu. Jedoch verfügte er nicht mehr über genügend Treibstoff, um in die GEO zurückzukehren, so dass er in diesem ungünstigen Friedhofsorbit verblieb.
Für die Bahnveränderung wird eigens eingeplanter Treibstoff verwendet. Haben die Satelliten die Friedhofsbahn erreicht, wird jeglicher Resttreibstoff abgelassen, und die Batterien werden entladen, um einer Zerlegung des Satelliten durch unkontrollierte Energiefreisetzung vorzubeugen.

## Belege
1. ↑  esa.int: Mitigating space debris generation
2. ↑  Report of the IADC Activities on Space Debris Mitigation Measures (Memento vom 18. März 2009 im Internet Archive) (PDF, englisch; 129 kB)